# Либеральная партия (Филиппины)
Либеральная партия Филиппин была основана в 1946 году. В качестве её главной опоры выступили крупные помещики, монополистическая буржуазия, высшее офицерство и чиновничество.

## 1948—1953 годы
Либеральная партия Филиппин находились у власти с 1946 по 1953 годы в лице Эльпидио Кирино в качестве премьер министра с 1946 по 1948 годы, и в качестве Президента с 1948 по 1953 годы. Его правление ознаменовалось серией политических и экономических соглашений с США, значительно ограничившими независимость страны. В 1948 году был массовый разгром рабочих и крестьянских организаций, запрет коммунистической партии. Это усилило гражданское напряжение в стране и привело к поражению Эльпидио Кирино на президентских выборах в 1953 году.

## 1961—1986 годы
В 1961 году партии удалось вернуться к власти в лице избранного президента Диосдадо Макапагал при поддержке Католической церкви и Американского капитала. При его правлении также были сделаны ряд уступок иностранному капиталу. В 1962 году была совершена отмена импортного и валютного контроля. В 1965 году на президентских выборах также победил представитель Либеральной партии Фердинанд Маркос, который оставался в этом качестве с 1965 до 1986 годы. После переизбрания в 1972 году, он ввёл чрезвычайное положение и отменил конституцию. В 1973 году ввёл новую конституцию. Период с 1972 по 1986 годы характеризовался как режим диктатуры Маркоса.

## 1986—1992 годы
После свержения режима Фердинанда Маркоса в результате Жёлтой революции в феврале 1986 года, к власти на Филиппинах пришла Мария Корасон Кохуангко-Акино (с 1986 по 1992 годы), которая также являлась сторонником Либеральной партии. В период её правления была отменена конституция 1973 года, закреплявшая личную власть Маркоса, и принята новая, дававшая значительные демократические свободы. Также была проведена земельная реформа 1987—1988 годов. В этот же период из страны были выведены американские военные базы.